# Amblyomma arcanum
Amblyomma arcanum är en fästingart som beskrevs av Karsch 1879. Amblyomma arcanum ingår i släktet Amblyomma och familjen hårda fästingar. Inga underarter finns listade i Catalogue of Life.